# Digonodes
Digonodes is een geslacht van vlinders van de familie spanners (Geometridae), uit de onderfamilie Ennominae.

## Soorten
- D. gnorimaria Dyar, 1912
- D. matama Schaus, 1901
- D. ovaria Guenée, 1857
- D. ragona Schaus, 1901